# Лобату, Рита
Рита Лобату Вельо Лопес де Фрейтас (порт. Rita Lobato; 7 июня 1866, Риу-Гранди, Риу-Гранди-ду-Сул — 6 января 1954, Риу-Парду) — бразильский медик, писательница, политик, феминистка.
Первая женщина, получившая в 1887 году высшее образование в Бразилии, и первая женщина, получившая научную степень в Бразилии в области медицины.

## Биография
В 1827 году бразильским женщинам разрешили посещать школу. Однако разрешение охватывало только начальное образование.
Позже, в 1879 году, императорским указом женский пол также получил разрешение на высшее образование. Несмотря на завоевание этого разрешения, все женщины, которые решили пойти по этому пути, сталкивались с большими предубеждениями и дискриминацией. Некоторые люди утверждали, что у женщин слишком маленький мозг, чтобы понимать медицину, или что женщина-врач никогда не найдёт мужа.
Рита Лобату поступила на медицинский факультет в Рио-де-Жанейро, где её младший брат изучал фармацию. Позже из-за проблем со своими однокурсниками и профессорами перешла на медицинский факультет в Салвадоре (Баия).
В 1887 году она стала первой бразильской женщиной и второй латиноамериканкой, получившей диплом врача (первая — чилийка Элоиса Диас Инсунса, окончившая вуз 20 ноября 1886 года).
Газеты Бразилии восприняли её как пример для бразильских девушек. Позже Рита Лобату вышла замуж и в течение нескольких лет занималась медицинской практикой.
Участница движения феминистов в борьбе за право женщин голосовать, что позже привело Риту Лобато в политику. Член Освободительной партии Бразилии (Partido Libertador).

## Избранные публикации
- Convalescença
- Responsabilidade medica
- Indicaçoes que exigen a operaçao cesariana

## Память
- В 1967 году почта Бразилии выпустила марку с изображением Р. Лобату, посвящённую столетию со дня её рождения.
- Её имя носят улицы в Порту-Алегри и Риу-Гранди — Rua «Dra. Rita Lobato»